# Саадан, Рабах
Раба́х Саада́н (араб. رابح سعدان‎; 3 мая 1946, Батна, Алжир) — алжирский футболист и тренер.

## Карьера

### Клубная
В бытность футболистом играл на позиции защитника, однако в возрасте 27 лет в результате автомобильной аварии получил травму, не позволившую ему дальше профессионально заниматься футболом.

### Тренерская
В общей сложности становился у руля национальной сборной Алжира 5 раз, с 1981 года по 2010 год. Возглавлял сборную Алжира в финальной стадии чемпионата мира 1986 года в Мексике и чемпионата мира 2010 года в ЮАР, куда вывел команду впервые за 24 года, был в составе штаба сборной на чемпионате мира 1982 года. Помимо этого тренировал национальную сборную Йемена, а также некоторые футбольные клубы Африки.